# イオン鎌ケ谷ショッピングセンター
イオン鎌ケ谷ショッピングセンター（イオンかまがやショッピングセンター）は、千葉県鎌ケ谷市新鎌ケ谷にあるイオンリテール株式会社が開発・運営を行っているショッピングセンターである。

## 概要
都市基盤整備公団（現：都市再生機構）が事業主体の「新鎌ケ谷特定土地区画整理事業」における大型商業施設として、新鎌ケ谷駅南口駅前広場等の併用開始日と同日の2004年（平成16年）4月3日にオープンした。オープン当時、食料品売場は市内最大級を誇っていた。

## 沿革
- 2004年（平成16年）
  - 3月31日 - 午前9時プレオープン
  - 4月3日 - 午前9時グランドオープン
- 2019年（令和元年）
  - 6月7日 - 住居余暇売場と専門店9店舗を刷新し、リフレッシュオープン

## フロア構成
- 地下一階:駐車場
- 1階：食料品、化粧品、家電全般、携帯電話、植物、ATMコーナー、専門店街
- 2階：衣料品、文房具、玩具、飲食店、専門店街

## 営業時間
| 売場                   | 営業時間     |
| ---------------------- | ------------ |
| １階食品売場           | 8:00～24:00  |
| １階食品以外・２階直営 | 9:00～22:00  |
| ２階しんかまキッチン   | 11:00～20:30 |

専門店の営業時間は、「専門店営業時間」を参照。